# Our Endless War
Our Endless War es el quinto álbum de estudio de la banda estadounidense de deathcore Whitechapel. Fue lanzado el 29 de abril de 2014 a través de Metal Blade Records.
La canción "The Saw Is the Law" se lanzó el 26 de febrero de 2014 como el primer sencillo del álbum. El 15 de abril de 2014, se lanzó un video con la letra de la canción "Our Endless War".

## Lista de canciones
| N.º | Título                    | Duración |  |
| 1.  | «Rise» (instrumental)     | 1:20     |  |
| 2.  | «Our Endless War»         | 3:56     |  |
| 3.  | «The Saw Is the Law»      | 4:27     |  |
| 4.  | «Mono»                    | 3:39     |  |
| 5.  | «Let Me Burn»             | 4:23     |  |
| 6.  | «Worship the Digital Age» | 4:12     |  |
| 7.  | «How Times Have Changed»  | 3:32     |  |
| 8.  | «Psychopathy»             | 3:51     |  |
| 9.  | «Blacked Out»             | 3:32     |  |
| 10. | «Diggs Road»              | 5:59     |  |

## Posicionamiento en lista
| Lista (2014)                           | Posición |
| -------------------------------------- | -------- |
| Alemania (Media Control Charts)        | 50       |
| Austria (Ö3 Austria)                   | 72       |
| Canadá (Billboard Canadian Albums)     | 23       |
| Estados Unidos (Billboard 200)         | 10       |
| Estados Unidos (Digital Albums)        | 21       |
| Estados Unidos (Independent Albums)    | 2        |
| Estados Unidos (Top Hard Rock Albums)  | 1        |
| Estados Unidos (Top Rock Albums)       | 2        |
| Estados Unidos (Top Tastemaker Albums) | 14       |
| Reino Unido (UK Independent Albums)    | 31       |
| Reino Unido (UK Rock & Metal Albums)   | 9        |

## Personal
Whitechapel
- Phil Bozeman – voz
- Ben Savage – guitarra principal
- Alex Wade – guitarra rítmica
- Zach Householder – tercera guitarra
- Gabe Crisp – bajo
- Ben Harclerode – batería